# Lona Murowatz
Appollonia (Lona) Murowatz (* 8. Februar 1919 in Filzmoos, heute Gemeinde Sankt Jakob im Walde, Steiermark; † 9. September 2016 in Wiener Neustadt) war eine österreichische Politikerin (SPÖ). Sie war von 1968 bis 1981 Abgeordnete zum Nationalrat.

## Leben
Lona Murowatz besuchte die Volks- und die Realschule. Anschließend arbeitete sie in einer Buchhandlung in Wiener Neustadt.
Murowatz starb 97-jährig in Wiener Neustadt, wo sie auch begraben liegt.

### Politische Ämter
Murowatz war zunächst in der Österreichischen Kinderfreunde aktiv. Im Jahr 1960 zog sie in den Gemeinderat von Wiener Neustadt ein, dem sie bis 1980 angehörte. Von 1965 bis 1968 war sie als Stadträtin für Kultur aktiv. Den Höhepunkt ihrer politischen Laufbahn bildeten die Jahre 1968 bis 1981, als Murowatz dem österreichischen Nationalrat angehörte. In dieser Zeit war sie an vielen Gesetzen im Bereich des Familien-, Privat- und Strafrechtes beteiligt, insbesondere den Regelungen zur Fristenlösung bei Schwangerschaftsabbrüchen.
Der Schwerpunkt der politischen Arbeit von Murowatz lag in der Frauenpolitik. In der SPÖ wurde Murowatz im Jahr 1968 Mitglied des Bundes-Frauenkomitees und stellvertretende Vorsitzende des Landes-Frauenkomitees Niederösterreich. Im Jahr 1972 wurde sie Vorsitzende des Bezirks-Frauenkomitees und stellvertretende Bezirksvorsitzende des SPÖ Wiener Neustadt.
Im Jahr 1964 wurde Murowatz Vorsitzende des Frauenreferats des Österreichischen Gewerkschaftsbundes in Niederösterreich.

## Auszeichnungen
- Ehrenzeichen der Stadt Wiener Neustadt (1988)
- Ehrenring der Stadt (1994)[3]